# Cape Lookout National Seashore
Cape Lookout National Seashore est un parc national des États-Unis dont la mission est de conserver une section de 90 km de longueur de la partie sud des Outer Banks, ou Crystal Coast, de Caroline du Nord. Il s'étend de Ocracoke Inlet au nord-est à Beaufort Inlet au sud-est. Trois îles barrières non développées constituent le bord de mer, les îles Nord et Sud Core Banks et Shackleford Banks. Le parc comporte deux villages historiques sur Core Banks, des chevaux sauvages sur Shackleford et le phare de Cape Lookout au motif en diamants noir et blanc. 
Un centre pour les visiteurs du National Park Service (NPS) se trouve sur l'île de Harkers. Dans le cadre de des célébrations son 100e anniversaire de la fondation du service en 2016, le NPS prévoit de réhabiliter le phare et restaurer les quartiers historiques Cape Lookout et Portsmouth Village.

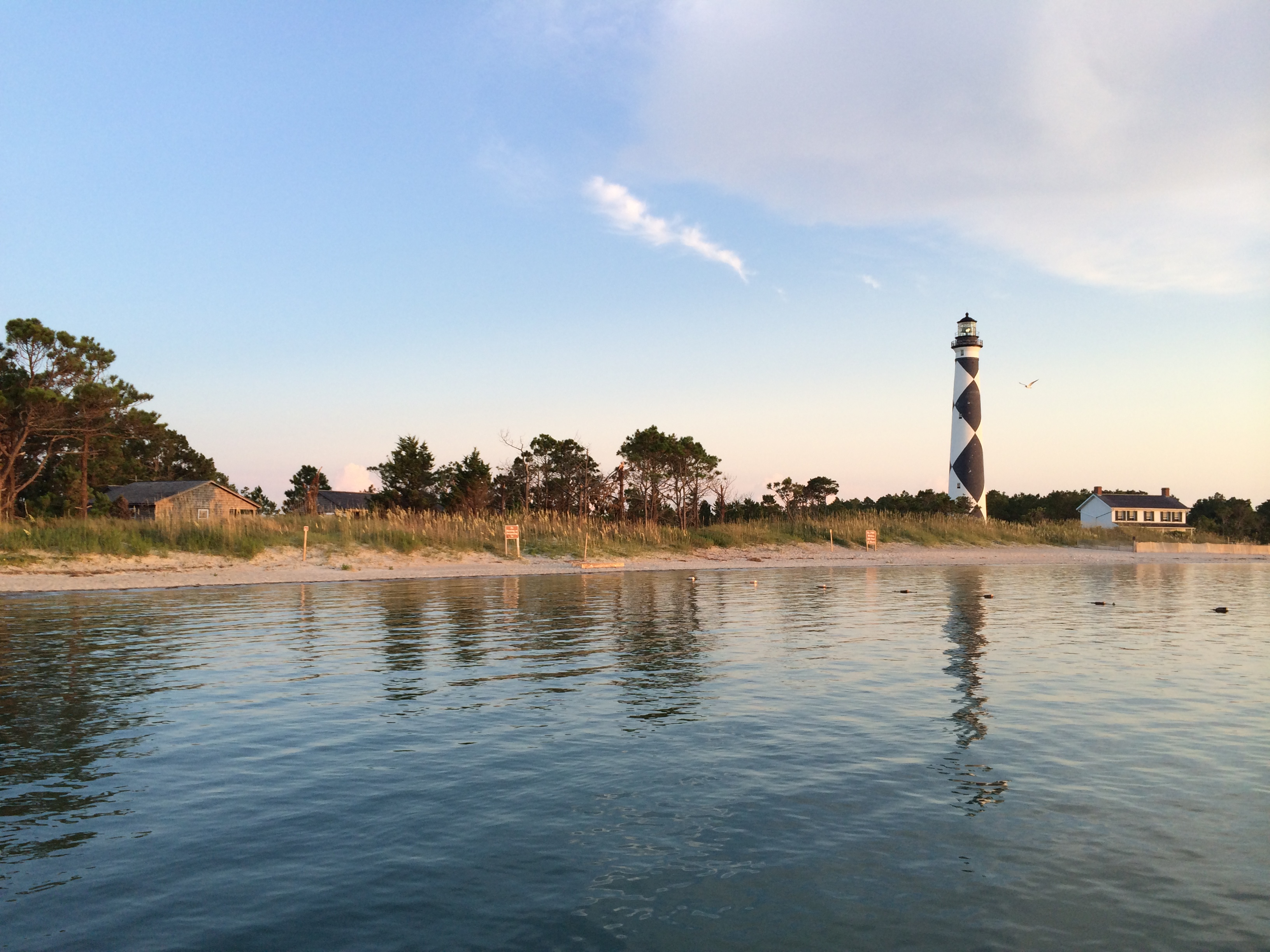
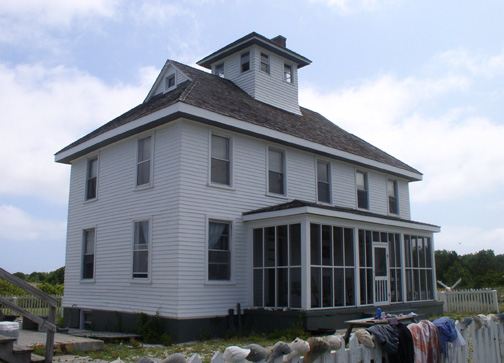
Cape Lookout Coast Guard Station
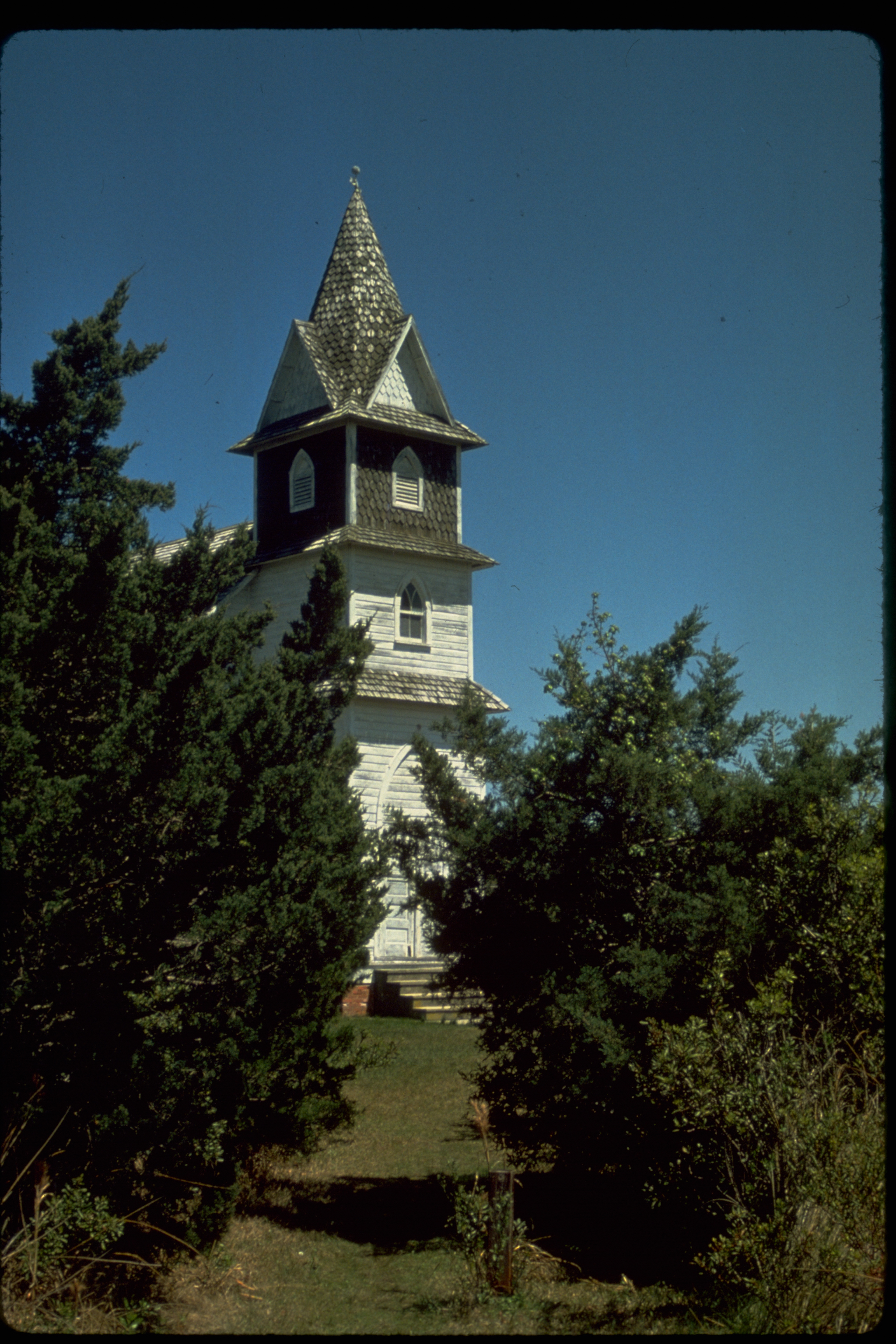
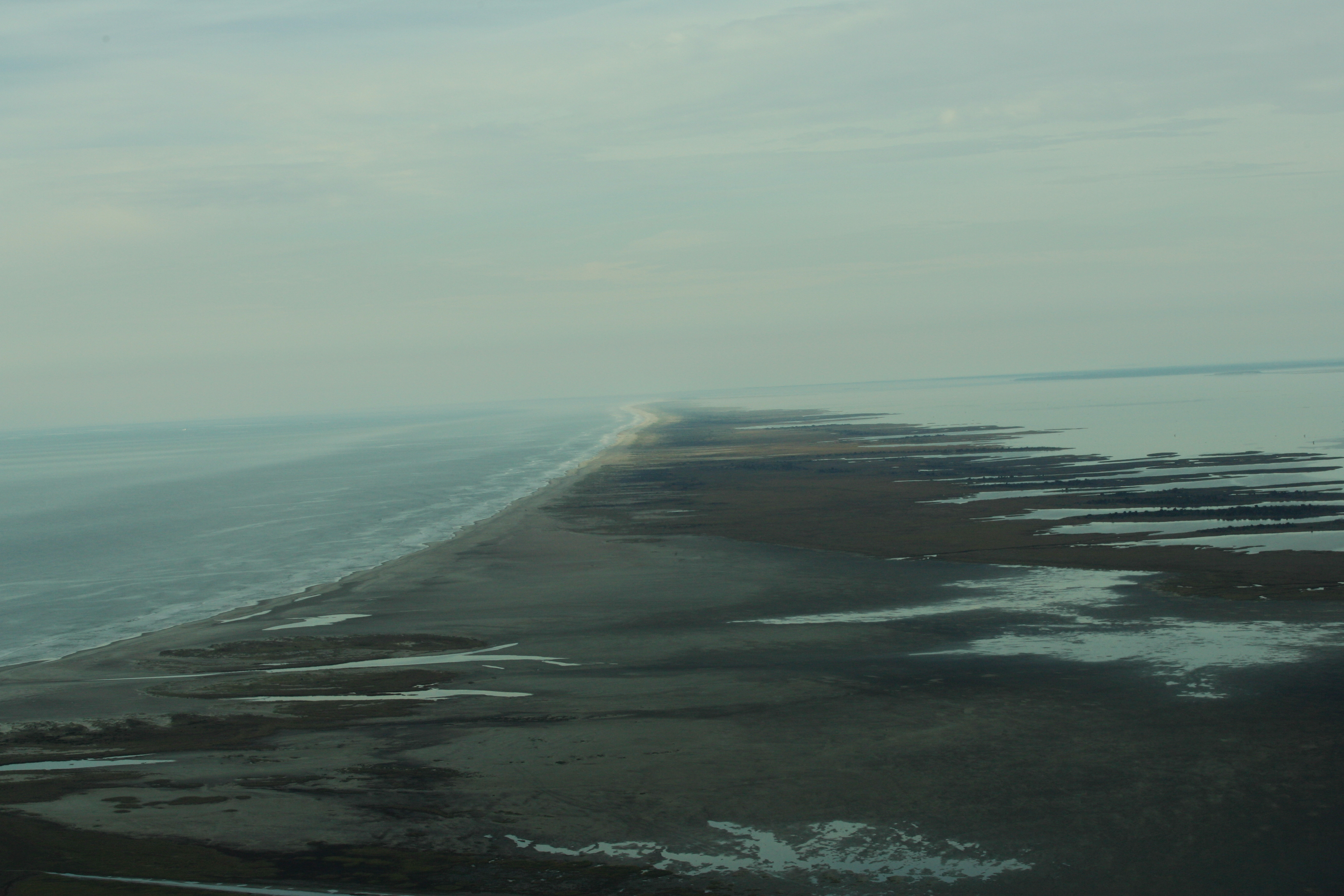

## Histoire
Le parc fut autorisé le 10 mars 1966. Il fut nommé une zone de patrimoine naturel en Caroline du Nord le 23 mai 1986. Le bord de mer fut désigné la réserve de biosphère de l'Atlantique de Caroline du Sud le 16 juin 1986. Vers midi le 9 septembre 2007 , la tempête tropicale Gabrielle toucha la côte à ce point précis avec des vents de 97 km/h). Les dégâts furent légers mais les inondations et l'érosion des plages affecta le belvédère. Le 27 août 2011, l'ouragan Irene toucha terre près de Cape Lookout à la catégorie 1 de l'échelle de Saffir-Simpson avec des vents de 85 milles par heure (137 km/h) soutenus. L'ouragan Arthur a également touché terre près de Cape Lookout à la catégorie 2 en 2014, donnant des vents soutenus de 100 milles par heure (161 km/h).

## Protection des chevaux
La loi de protection des chevaux sauvages de Corolla (H.R. de 126; 113e Congrès), si elle est adoptée, prendrait un certain nombre de chevaux sauvages du troupeau sur le Cape Lookout National Seashore et déplaceraient vers le troupeau dans le National Wildlife Refuge Currituck afin d'assurer leur viabilité génétique.